# Карида, Леонтий Дмитриевич
Леонтий Дмитриевич Карида (Корида) (1905—1971) — советский военачальник, полковник. В период с 21.05.1944 по 28.06.1944 года был командиром 3-й гвардейской стрелковой дивизии.

## Биография
Родился 28 февраля 1905 года в селе Чермалык Российской империи, ныне Тельмановского района Донецкой области Украины, в греческой крестьянской семье. Когда родители умерли от голода в 1921 году, сиротами остались дети Леонтий,  Полина, Савелий,  Пётр и Александра, которых поддерживали оставшиеся родственники. 
В 1925 году Леонтий ушёл на службу в Красную армию, став рядовым 238-го Мариупольского территориального полка 80-й стрелковой дивизии. В 1931 году окончил Одесское пехотное училище и в 1932 году был назначен командиром взвода разведки 238-го стрелкового полка, расположенного в Мариуполе. В 1939 году он участвовал в освобождении территории Западной Украины, в январе-марте 1940 года — в штурме линии Маннергейм в Финляндии.
Леонтий Карида был участником Великой Отечественной войны с самого её начала. С 29 сентября 1941 по 25 мая 1942 года служил начальником штаба 5-й воздушно-десантной бригады 3-го воздушно-десантного корпуса. В 1942 году на базе 3-го воздушно-десантного корпуса была создана 33-я гвардейская дивизия, в которой Карида стал начальником штаба 84-го гвардейского полка, участвовал в Сталинградской битве. Весной 1943 года он был назначен командиром 84-го стрелкового полка этой же дивизии. Освобождал Кенигсберг, был назначен начальником гарнизона города Пиллау. Воевал до окончания войны. 
В 1945 году Леонтий Дмитриевич был участником Парада Победы в Москве. В 1951 году окончил военную академию им. Фрунзе. Служил в Московском военном округе в должности заместителя командира, затем командира 33-й гвардейской дивизии. Затем был назначен старшим преподавателем военной кафедры Рязанского сельскохозяйственного института. Был уволен в запас в звании полковника в 1955 году.
После увольнения из рядов Советской армии Л. Д. Карида работал на руководящих постах в народном хозяйстве, вырастил двух сыновей и дочь.
Умер 4 марта 1971 года в Мариуполе.

## Награды
- Награждён орденом Ленина, четырьмя орденами Красного Знамени, орденами Отечественной войны I степени и Красной Звезды, а также медалями.

## Источник
- Коллектив авторов. Великая Отечественная: Комдивы. Военный биографический словарь. Командиры стрелковых, горнострелковых дивизий, крымских, полярных, петрозаводских дивизий, дивизий ребольского направления, истребительных дивизий. (Ибянский — Печененко). — М.: Кучково поле, 2015. — Т. 4. — С. 144—146. — 330 экз. — ISBN 978-5-9950-0602-2.